# Халифа Ал-Хамади
Халифа Мубарак Халфан Хаири Ал-Хамади (на арабски: مُبَارَك خَلفَان خَيْرِيّ الْحَمَّادِيّ‎)  (роден на 7 ноември 1998 г.) в Абу Даби, ОАЕ) е професионален футболист централен защитник, състезател на местния Ал Джазира и Националния отбор на ОАЕ. Участник в Купата на Азия 2019 и 2023. (През 2023 в 1/16 финалите бележи изравнителния гол срещу Таджикистан при равентвото с 1:1, 3:5 след дузпи).

## Успехи
ОАЕ
- Купата на Азия
  - Бронзов медалист (1): 2019